# スコットランドヤード (ボードゲーム)
スコットランドヤード  (Scotland yard)  は、ドイツのボードゲーム。
ロンドン市内に潜伏し逃走する怪盗Mr.Xを、スコットランドヤードの刑事たちが捕まえられるか、Mr.Xが逃げ切れるかという戦略ゲーム。1983年、ドイツ年間ゲーム大賞（Spiel des Jahres）受賞。
Mr.X役のプレイヤー1名とその他の刑事役プレイヤーチームとの勝負であり、ヒントとなる交通情報や目撃情報を元に追い詰める。
「20周年記念バージョン」も発売された。（金属ケース、Mr.X の野球帽付き）

## ゲームの概要
ボードは、数字で示されるマスと、タクシーなどの交通手段を示すラインで主に構成される。他にロンドンの町並みが細かく記されており、名所やテムズ川も書き込まれている。
それぞれのマスは、タクシーのみ止まるもの、バスも止まれるもの、地下鉄までも止まるものの三種類がある。タクシーは移動できる範囲は狭いが隣接しているマス全てに移動可能なのに対して、地下鉄は大きく移動できるが特定のマス同士でしか移動できないという特性を持つ。各交通機関はそれぞれ特定のカードを使って移動する。
刑事4～5人（プレイヤーがそれ以下の場合は複数担当もしくは合議制で動かすこととなる）は、Mr.Xの進路を見極めながら協力して追い詰めるのが基本となるが、刑事達が移動する際はカードをMr.X役のプレイヤーに渡したうえで移動しなけらばならず、後半になるほど移動手段は限られ、展開は厳しいものとなる。
Mr.Xにカードの制限はないが、マスの制限は刑事たちと同等である（例えば、タクシーのみのマスではタクシーしか使えないなど）。また、Mr.Xのみ使える特殊技能として、船での移動と二回連続の移動があり、これをいかに有効に使って逃げ切ろうとするかが鍵となる。ただし、刑事達にヒントとして、移動するたびに移動手段（タクシー、バス、地下鉄、テムズ川の船）をボードの特定箇所に示す、ゲーム中に規定の回数、Mr.Xは姿を見せなければ（その時の居場所を公開）ならない。ターンは時間ごとに区切られており、24時間（24回の手番）以内にMr.Xが捕まれば刑事側の勝ち、逃げ切ればMr.Xの勝ちとなる。

## ロンドン以外のマップ
ニューヨークチェイス (N.Y.Chase)
- スコットランドヤードの続編となるボードゲームで、そのタイトルの通りニューヨークが舞台となっている。
- 新たな要素として、刑事側にヘリコプターによる移動と封鎖マーカーによるマスの封鎖が加わっている。
- ヘリコプターは自由に好きなマスへ移動できるが、目的のマスに到着するためには、「移動」と「着陸」の2ターンを要する。
- 封鎖マーカーは、移動前に使用することで現在いるマスを封鎖できる。
- スコットランドヤードでは刑事個々の持ち物だった移動カードが、刑事全員共同の持ち物となっている。
- Mr.Xにも移動カードの枚数制限が存在するため、逃走はより難しくなっている。

ミスターX (Mister X)
- ニューヨークチェイスの続編となるボードゲームで、スコットランドヤードシリーズの3作目に当たる。
- 特定の都市ではなく、ヨーロッパ全土が舞台となっている。
- ゲームシステムが大幅に改変されており、続編というよりも新作の色合いが濃い。
- Mr.Xの勝利条件が、「指定された目的地への到着」に変更されており、定期的な出現や24ターンの制限などが撤廃された。
- 移動カードが、様々な特殊技能を使用するためのカードを兼ねているなど、カードの取扱い方も大きく変化している。
- 刑事側の特殊技能の使用には、複数の刑事（技能によっては全ての刑事）の協力が必要なため、プレイヤー同士の連携がより重要となっている。

スイス版スコットランドヤード
- スイス国内でのみ販売されており、日本国内では入手不可能。
- 乗り物は鉄道（SBB）・バス(Post Bus)・飛行機(Swiss air)が使われている。
- Mr. X専用の乗り物として船がある。
- ルールはオリジナル版にほぼ準拠しているが、x2カードを使うことでスキー場からの緊急避難が可能となる。

スコットランドヤード東京
- そのタイトル通り東京が舞台となっており、東京に合わせた交通網の構成になっている。
- 遊ぶ人数による刑事側のバランス調整用に、チケット不要で移動できる「巡査」が登場する。
- チケット表記が文字ではなくシンボルとなっている。
- 電車経路を封印し、ミスターXが常に見えていてたまに消える「ビギナーズルール」がある。

## コンピュータゲーム版
ゲームボーイ版 スコットランドヤード
- ゲームボーイ用ソフトとして、1990年に東映動画より発売された。対戦機能付。
- ロンドン、ニューヨークに加え、このゲームオリジナルのマップとして、パリ、東京、カイロが存在する。

ニンテンドーDS版 スコットランドヤード
- ニンテンドーDS用ソフトとして、ドイツのみで発売されている。
- 日本のニンテンドーDS本体でも問題なく動作するため、並行輸入などでソフトを入手すればプレイは可能である。

Windows版 スコットランドヤード
- Windows 95/98対応ソフトとして発売。2000年にメディアクエストから完全日本語版が発売された。
- シングルプレイのほかにLANやインターネットを使用したマルチプレイが可能になっている。

### 類似ゲーム
- 温泉捜査課 - 『ぐるぐる温泉2』『大ぐるぐる温泉』に収録。
- DEATH NOTE -デスノート- Lを継ぐ者
- チェイスチェイス
- 大東京25時(サクセス開発の無料オンラインゲーム、現在はサービス終了)

## エピソード
- 中山美穂主演のドラマ、「若奥さまは腕まくり!」の劇中には、スコットランドヤードをプレイしているシーンが登場する。
- おぎやはぎの小木博明は小学校6年からスコットランドヤードが大好きで、さんまのまんま（2006年）やエレファントJoyToy（2008年）などでその魅力を熱弁している。
- 爆笑問題の太田光はスコットランドヤードが一番好きなボードゲームだと、自身のラジオ番組で語っている。
- スコットランドヤード・ゲームという題名の本が野島伸司により出版されている